# 史略
《史略》六卷，是对宋代以前史學文獻的史纂和史評的摘録。宋代高似孫撰。是現存第一部史籍专目。
高似孫在《史略》自序提到仍依劉向《七録》法，“各彙其書而品其指意”。並参考《史记》、《汉书》、新旧《唐书》、《通志》、《崇文总目》、《容斋随笔》等44部典籍，著录唐以前各类史书六百余种。很大程度上補充了唐代劉知幾《史通》以來未论及的唐中叶至宋代的部分史籍和史学现。此書卷一述《史记》八則；卷二述《汉书》、《唐书》、《五代史》等三十八則。卷三述《東觀漢記》、实录、起居注、时政记、日历、玉牒等十一則，卷四述史典、史类、史草、史略、史例、史评、史钞、史目等十二則。卷五述霸史、杂史、《七略》中古书、东汉以来书考、历代史官目、刘勰论史等六則。卷六述《山海經》《世本》《三蒼》《竹書》等六則。全书总计达八十余目，且多為高氏所發明。
《史略》的價值在於大量引用佚書。高氏創新目錄編輯體例，包括“辑录体”、“互著法”、“版录法”、“大型史著引书目录”等。例如作者首次采用“辑录体”，即引證资料钞录原文。例如卷四在“通鑑參據書”，高氏举出《資治通鑑》引书的家数，而且列举了226部详细的书目。又如卷五“《七略》中古书”考证刘向提到的上古十五部史书。在史學批評方面，《史略》卷一专列“诸儒史议”一项，收集揚雄、班彪、班固、范晔、刘昭、张辅、葛洪、裴骃、王通、司马贞、刘伯庄、韩愈、柳宗元等20人对《史记》的批评。
《史略》此書久佚，南宋以来官私目录均未著录。清末楊守敬隨行黎庶昌出使日本時纔發現《史略》，並重新刊刻，收入《古逸叢書》。